# Charles O'Rear
Charles O'Rear (nascido em 1941) é um fotógrafo dos Estados Unidos, conhecido pelos seus trabalhos para os papéis de parede para Windows, como a imagem Bliss  que foi utilizada como papel de parede padrão do Windows XP.

## Livros de fotografia
- Chardonnay: Photographs from Around the World by Charles O'Rear and Michael Creedman (1999)
- Napa Valley: The Land, The Wine, The People (2001)
- Wine Country by John Doerper, Charles O'Rear (Compass American Guides)
- Cabernet: A Photographic Journey from Vine to Wine by Michael Creedman and Charles O'Rear, Foreword by Robert Mondavi
- Wine Places: The Land, the Wine, the People by David Furer and Charles O'Rear (2005)
- Beautiful Wineries by Charles O'Rear and Thom Elkjer (2005)
- Wine Aross America: A Photographic Road Trip by Charles O'Rear and Daphne Larkin (2007)